# 托圖加 (加利福尼亞州)
托圖加（英語：Tortuga）是位於美國加利福尼亞州因皮里爾縣的一個非建制地區。該地的面積和人口皆未知。

## 地理
托圖加的座標為33°10′04″N 115°20′34″W / 33.16778°N 115.34278°W，而該地的平均海拔高度為57米（即187英尺）。